# Salm-Dhaun
El wild i ringraviat de Salm-Dhaun fou una jurisdicció feudal del Sacre Imperi Romanogermànic sorgida el 1499 per divisió del comtat de Salm Nou (Salm-Vosges).
El 1561 es va dividir en tres branques totes tres amb títol de wild i ringravi:
- Salm-Dhaun
- Salm-Neuweiler
- Salm-Grumbach

La branca de Salm-Dhaun o sènior va continuar fins al 1697 quan es va tornar a dividir en dues branques:
- Salm-Dhaun
- Salm-Püttlingen

Salm-Dhaun es va extingir el 1748 i els seus territoris van passar a Salm-Püttlingen.